# Fujiwara no Kishi
Fujiwara no Kishi, född 1252, död 1318, var en kejsarinna, gift med kejsar Kameyama.  Hon blev nunna 1283.